# Trieces sparsus
Trieces sparsus là một loài tò vò trong họ Ichneumonidae.